# Pataskala
Pataskala est une ville du comté de Licking, dans l’État de l’Ohio. Lors du recensement de 2010, sa population s’élevait à 14 962 habitants. Sa superficie totale est de 74,38 km2.